# Lee Hazlewood
Lee Hazlewood, född 9 juli 1929 i  Mannford i Creek County, Oklahoma, död 4 augusti 2007 i Henderson, Nevada, var en amerikansk country- och popsångare, låtskrivare och skivproducent, bland annat känd för sitt arbete med gitarristen Duane Eddy vid 1950-talets slut och med sångerskan Nancy Sinatra under 1960-talet.

## Historia
Efter militärtjänstgöring i mitten av 1950-talet arbetade Lee Hazlewood som radiopratare. Han skrev också sånger och kom den vägen in i skivbranschen som producent. I slutet av 1950-talet blev han skivproducent åt gitarrinstrumentalisten Duane Eddy och skrev hittar ihop med denne. De största försäljningssuccéerna blev "40 Miles of Bad Road", "Rebel Rouser" och "(Dance With The) Guitar Man".
I mitten av 1960-talet producerade Lee Hazlewood Nancy Sinatra. Han skrev flera av hennes största hittar, bland annat miljonsäljaren "These Boots Are Made for Walkin'". Hazlewood och Sinatra sjöng också in flera duetter som hamnade på listorna, till exempel "Jackson" och "Summer Wine".
Hazlewood hade även en framgångsrik solokarriär och har även verkat som skådespelare. Han bodde under 1970-talet periodvis i Sverige. Han gjorde flera TV-program tillsammans med Torbjörn Axelman, varav "N.S.V.I.P.'s/Not so very important people" och "Cowboy in Sweden", vann internationella priser. Musiken ur showen hamnade också på LP, varifrån duetten med Nina Lizell Vem kan segla förutan vind blev en hit. 
Lee Hazlewood turnerade i Sverige sista gången 2005. Han var då märkt av den cancersjukdom som sedan tog hans liv.

## Diskografi
- Trouble Is a Lonesome Town (1963)
- The N.S.V.I.P.s (1964)
- Friday's Child (1965)
- The Very Special World of Lee Hazlewood (1966)
- Lee Hazlewoodism, It's Causes and Cure (1967)
- Nancy and Lee (1968) (med Nancy Sinatra)
- Something Special (1968)
- Love and Other Crimes (1968)
- The Cowboy and the Lady (1969) (med Ann-Margret)
- Forty (1969)
- Cowboy in Sweden (1970)
- Requiem for an Almost Lady (1971)
- Nancy and Lee Again (1972)  (med Nancy Sinatra)
- 13 (1972)
- I'll Be Your Baby Tonight (1973)
- Poet, Fool or Bum (1973)
- The Stockholm Kid Live at Berns (1974) (live)
- A House Safe for Tigers (1975)
- 20th Century Lee (1976)
- Movin' On (1977)
- Back on the Street Again (1977)
- Gypsies & Indians (1993)
- Farmisht, Flatulence, Origami, ARF!!! & Me... (1999)
- For Every Solution There's a Problem (2002)
- Bootleg Dreams & Counterfeit Demos (2002)
- Lycanthrope Tour/Europe 2002 (2002) (live)
- Nancy & Lee 3 (2003) (med Nancy Sinatra)
- Lee Hazlewood & das erste Lied des Tages (2006) (med Bela B.)
- Cake or Death (2006)
- Strung Out On Something New:The Reprise Recordings (2007)  (2-CD samlingasalbum 1964 – 1968)
- The LHI Years: Singles, Nudes and Backsides (1968-71) (2012)

### Fotnoter
1. ↑  ”Singer songwriter Hazlewood dies”. BBC. 6 augusti 2007. http://news.bbc.co.uk/1/hi/entertainment/6933162.stm. Läst 11 augusti 2007.